# Shawn Ryan
Pour les articles homonymes, voir Ryan.
Shawn Ryan né le 30 octobre 1966 à Rockford (Illinois, États-Unis) est un producteur délégué, scénariste et créateur de séries télévisées américain. Il est surtout connu pour être le créateur et producteur de la série télévisée The Shield, diffusée sur FX Networks entre 2002 et 2008. Il est également le créateur et producteur de la série policière The Chicago Code, diffusée entre février et mai 2011 sur Fox TV ainsi que la série Last Resort, diffusée entre septembre 2012 et janvier 2013 sur la chaine ABC.
Après avoir coproduit The Unit, sur CBS, pendant quatre ans, et supervisé l'écriture de la saison 2 de la série de la Fox, Lie to Me entre septembre 2009 et mai 2010, il lancera en juillet 2010 sur FX Networks, Terriers, un buddy drama centré sur des détectives privés. 
Son pilote de série policière, Beverly Hills Cop - la suite télévisée de la célèbre saga cinématographique avec Eddie Murphy - ne sera pas commandée par la CBS pour la rentrée 2013. Il supervise actuellement le remake de la série anglaise, Mad Dogs, pour la plateforme Amazon.
Il est l'époux de l'actrice Cathy Cahlin Ryan.

## Filmographie

### Producteur
- Angel (producteur) (22 épisodes, 2000-2001)
- The Shield (producteur délégué) (88 épisodes, 2002-2008)
- The Unit (producteur délégué) (69 épisodes, 2006-2009)
- Lie to Me (producteur délégué) (22 épisodes, 2009-2010)
- Terriers (producteur délégué) (13 épisodes, 2010)
- The Chicago Code (producteur délégué) (13 épisodes, 2011)
- Last resort (producteur délégué) (13 épisodes, 2012)
- S.W.A.T. (producteur délégué) (2017-)
- The Night Agent (producteur exécutif) (10 épisodes, 2023-)

### Scénariste

#### Télévision
- Mes deux papas (My Two Dads) (1987)
- Life with Louie (3 épisodes, 1997-1998)
- Nash Bridges (6 épisodes, 1997-1999)
- Angel (5 épisodes, 2000-2001 : Premières Impressions, Retrouvailles, Argent sale, L'Ordre des morts-vivants et Origines)
- The Shield (88 épisodes, 2002-2008)
- The Unit (2006-2007)
- Terriers (13 épisodes, 2010)
- The Chicago Code (13 épisodes, 2011)
- S.W.A.T. (producteur délégué) (2017-)
- The Night Agent (producteur exécutif) (10 épisodes, 2023-)

#### Cinéma
- 1998 : Welcome to Hollywood d'Adam Rifkin et Tony Markes
- 2001 : The Good Things

### Réalisateur
- Terriers (1 épisode, 2010)